# Кіндратівка (Краматорський район)
Кіндра́тівка — село Дружківської міської громади Краматорського району Донецької області, України.

## Загальні відомості
Відстань до райцентру становить близько 20 км і проходить автошляхом Н20. Розташоване на лівому березі Кривого Торця. Землі села розташовані між Дружківкою та смт Олексієво-Дружківка Дружківської міської ради.

## Історія
Кіндратівка, до 1917 — менонітське село на власній землі в Катеринославській губернії, Бахмутський повіт, Сантуринівська/Олександро-Шультинська волость; у радянський період — Сталінська/Донецька область, Костянтинівський район. Засноване 1892 року на лівому березі річки Кривий Торець. Засновники з хортицьких колоній. Землі 1860 десятин. 5 парових млинів. Кооперативна лавка, початкова школа, сільрада (1926). Місце народження письменника Г. Гільдебрандта (нар. 1911). Мешканці: 213 (1911), 566/440 німці (1926).
7 (20) листопада 1917 року, відповідно до Третього Універсалу Української Центральної Ради, увійшло до складу Української Народної Республіки.

## Освіта
У селі працює дитячий садок № 22 «Журавлик» та Кіндратівська спеціалізована школа І-ІІІ ступенів з поглибленим вивченням інформатики та програмування відділу освіти Костянтинівської райдержадміністрації.

## Населення
За даними перепису 2001 року населення села становило 1089 осіб, із них 48,94 % зазначили рідною мову українську, 50,51 % — російську, 0,18 % — німецьку та 0,09 % — білоруську мову.